# 洪宣娇
洪宣嬌（?—?），本姓王，廣西客家人，清末太平天国著名女将，天王洪秀全的結拜妹妹。有历史学者认为不确，并无洪宣娇此人，应为杨宣娇曾國藩曾稱其所率領的女兵是大腳蠻婆。先嫁给太平军萧朝贵，后洪领十万女太平军。1864年，南京被清军攻占，洪据说逃逸成功，逃至美国旧金山行医。

## 影視作品
| 作品     | 演員   |
| 太平天國 | 陳敏兒 |
| 太平天國 | 王菁華 |